# تمبر هندی مانیلا
تمر هندی مانیلا (نام علمی: Acacia obliquifolia) نام یک گونه از سرده اقاقیا است.